# Kailarsenia campanula
Kailarsenia campanula är en måreväxtart som först beskrevs av Henry Nicholas Ridley, och fick sitt nu gällande namn av Deva D. Tirvengadum. Kailarsenia campanula ingår i släktet Kailarsenia och familjen måreväxter. Inga underarter finns listade i Catalogue of Life.